# Plumwood
Plumwood es un lugar designado por el censo ubicado en el condado de Madison en el estado estadounidense de Ohio. En el Censo de 2010 tenía una población de 319 habitantes y una densidad poblacional de 198,02 personas por km².

## Geografía
Plumwood se encuentra ubicado en las coordenadas 40°0′32″N 83°24′53″O / 40.00889, -83.41472. Según la Oficina del Censo de los Estados Unidos, Plumwood tiene una superficie total de 1.61 km², de la cual 1.61 km² corresponden a tierra firme y (0%) 0 km² es agua.

## Demografía
Según el censo de 2010, había 319 personas residiendo en Plumwood. La densidad de población era de 198,02 hab./km². De los 319 habitantes, Plumwood estaba compuesto por el 96.87% blancos, el 0% eran afroamericanos, el 0% eran amerindios, el 0.31% eran asiáticos, el 0% eran isleños del Pacífico, el 0% eran de otras razas y el 2.82% pertenecían a dos o más razas. Del total de la población el 1.25% eran hispanos o latinos de cualquier raza.